# Cheddar (Anglia)
Cheddar – wieś w Wielkiej Brytanii, w Anglii w hrabstwie Somerset. Położona u podgórza wzgórz Mendip. Wieś dała nazwę gatunkowi wytwarzanych tu serów cheddar – najpopularniejszego gatunku w Wielkiej Brytanii i szeroko znanego w Europie. I choć nazwa ma znaczenie ogólnoświatowe, w miejscowości znajduje się tylko jeden zakład serowarski.

## Geografia i krajobraz

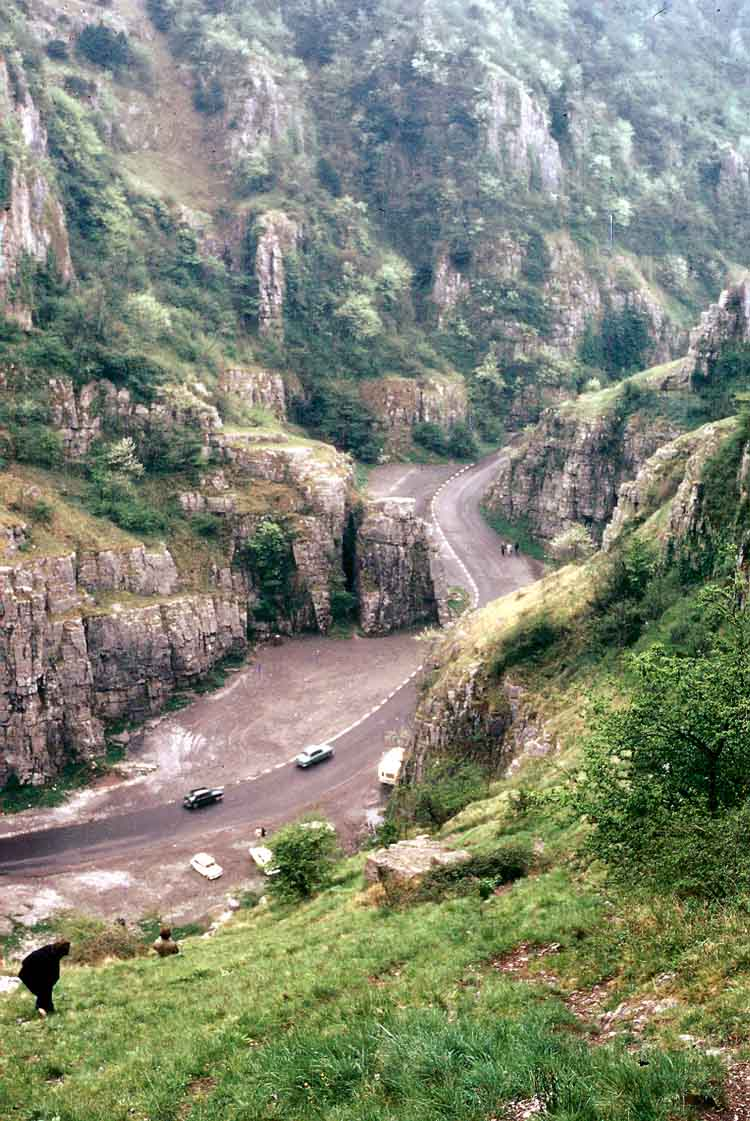
Wąwóz w Cheddar

Cheddar położony jest u podnóża wapiennych wzgórz Mendip. Znajduje się tu wąwóz Cheddar i jaskinia, będąca świadectwem zachodzących tu zjawisk krasowych.

## Miasta partnerskie
- Felsberg
- Vernouillett